# USS Greeneville (SSN-772)
USS Greeneville (SSN-772) – amerykański wielozadaniowy okręt podwodny z napędem atomowym ulepszonego typu Los Angeles - Improved Los Angeles / 688i. Okręt należy do grupy jednostek 688, które obok wyposażenia w dwanaście pionowych wyrzutni pocisków manewrujących, otrzymały usprawniony system napędowy oraz zostały znacznie bardziej wyciszone względem pierwowzoru. Na skutek tych zmian, prędkość taktyczna okrętu wzrosła z 6 do 8-12 węzłów. Jako okręt zmodyfikowanej w ten sposób generacji jednostek 688i, dysponuje możliwością wystrzeliwania torped mk.48, pocisków manewrujących, a także stawiania min, poprzez wykorzystanie czterech dziobowych wyrzutni torpedowych, jak też wystrzeliwania pocisków  Tomahawk SLCM z wyrzutni  typu VLS. Jednostka o długości  110 metrów i wyporności w zanurzeniu wynoszącej 6927 długich ton, dzięki napędowi atomowemu zapewnianemu przez siłownię o mocy 30000 KM z reaktorem wodnociśnieniowym S6G, zdolna była do pływania podwodnego z prędkością 33 węzłów.
9 lutego 2001 roku, około 9 mil morskich (17 km) od Oʻahu na Hawajach, USS Greeneville (SSN-772) zderzył się z japońskim szkolnym statkiem rybackim „Ehime Maru”. Incydent ten miał miejsce w trakcie przeprowadzanego dla obecnych na pokładzie okrętu podwodnego 16 osób cywilnych pokazu manewru awaryjnego wynurzenia. W trakcie wynurzenia, okręt uderzył w japoński statek rybacki. Na skutek odniesionych uszkodzeń „Ehime Maru” zatonął w ciągu kilku minut. Śmierć poniosło 9 osób załogi statku szkolnego, w tym czworo studentów. Kolizja miała szereg politycznych reperkusji w stosunkach między Stanami Zjednoczonymi a Japonią, wzmacnianych podejrzeniami, iż w momencie „awaryjnego” szasowania balastu kontrolę nad okrętem posiadały osoby cywilne. Po przeprowadzonym po wypadku postępowaniu sądowym ustalono, iż przyczyną wypadku była seria indywidualnych błędów i zaniedbań na pokładzie amerykańskiego okrętu, a w części także usterka analogowego systemu zobrazowania sonaru, nie na tyle jednak poważna, aby w normalnych warunkach przerwać rejs. Ustalono jednakże, że kontrolę nad systemem sonarowym okrętu sprawował w chwili kolizji operator, który z uwagi na krótki okres służby nie był jeszcze uprawniony do samodzielnej kontroli sytuacji akustycznej. Po incydencie, specjalnie powołana komisja śledcza przeprowadziła dochodzenie, w wyniku którego wyciągnięto konsekwencje dyscyplinarne tak wobec osób na lądzie, jak i wobec sześciu członków załogi. Dowódca okrętu w chwili wypadku, został uznany winnym naruszenia Jednolitego Kodeksu Służby Wojskowej, na skutek czego został pozbawiony dowództwa z wpisem do akt.